# بندقية إم 16
بندقية إم 16 هي بندقية اقتحام أمريكية المنشأ وتستخدمها جيوش الدول الأخرى المتأثرة بحلف شمال الأطلسي أو التي تمدها الولايات المتحدة الأمريكية بالسلاح. استنسخ عنها بندقية نورينكو سي كيو الصينية وبندقية فاتح الأيرانية وكذلك بندقية تيراب السودانية.

## نبذة
قام العالم الأمريكي يوجين ستونر في عام 1955 بتصميم بندقية ArmaLite Rifle وأخذ تصميمه من سلاحين هما Ag m/42 وإم 1 (بندقية).
وقد كان هذا هو عيار السلاح (7.62 × 51) ملم، وبعد الحرب العالمية الثانية استخدمت القوات البرية للولايات المتحدة بندقية إم 14 بهذا العيار السابق، وفي العام 1956 تم تغيير العيار إلى (45 × 5,56) ملم، ويمكن الرمي بهذا السلاح بشكل آلي ونصف آلي، وسعة المخزن (20) طلقة أو أكثر وكان وزن السلاح مع المخزن لا يتجاوز (2,74) كجم وكانت طلقته تخرق الخوذة العسكرية على بعد (500) متر.
ثم قام العالم يوجين ستونز ببعض التعديلات في AR-10 فقام بتغير عيار الطلقة من (7.62 × 51) ملم إلى (45 × 5,56) وأطلق عليه اسم
AR-15, أستخدم السلاح إيضا في حرب فيتنام الجنوبية في عام 1961م بقصد تجربته وقامت القوات البرية الأمريكية بطلب الحصول على كمية (104000) بندقية من هذا النوع في عام 1963 واسمه العسكري هو (M16A1) وغيّر الجيش الأمريكي سلاحه عام 1966م من (M14) إلى (XM16A1) بتغيير اسم السلاح فقط وأطلق عليه (M16A1).
وفي أوائل العام 1980 قام الجيش الأمريكي ببعض التعديلات على السلاح وأطلق عليه اسم (M16A2). وفي عام 1982 غيّر الجيش الأمريكي إلى (M16A2) ودخل أول تجربة في عام 1989م في حرب بنما.
ويمكن تركيب منظار على السلاح للتصويب بشكل أفضل، ويمكن أيضاً تركيب قاذف للقنابل على هذه البندقية من عيار (40) ملم ويسمى بـ(M203).
كما أنه توجد عدد من النماذج لهذا السلاح والتي تعمل بنفس الميكانيكة.

## مواصفات السلاح M16A1
- طول السلاح: 990 ملم
- الوزن: 3.9 كجم
- طول السبطانة: 508 ملم
- الخطوط الحلزونية: أربعة خطوط عن اليمين
- سرعة الطلقة: 643 م/ث
- التغذية: مخزن سعة 20/30/60/100 طلقة
- المدى الفعال: 500-900 متر
- المدى الأقصى: 3,000 متر

## المواصفات العامة لسلاح M16A2

### الأطوال
- طول السلاح مع حربة: 111,25 سم
- طول السلاح بدون حربة: 100 سم
- طول السبطانة: 53 سم
- دولة صانعة: الولايات الامريكية المتحدة

### الأوزان
- الوزن الفارغ: 3.39 كجم
- الوزن الكامل: 4.41 كجم
- وزن مخزن فارغ سعة 20 طلقة : 73 غرام
- وزن مخزن معبأ سعة 20 طلقة : 313 غرام
- وزن مخزن فارغ سعة 30 طلقة : 110 غرام
- وزن مخزن معبأ سعة 30 طلقة : 470 غرام
- وزن الحربة مع الغمد : 400 غرام
- وزن الحمالة الكتانية : 181غرام

### أخرى
- الخطوط الحلزونية: 6 خطوط
- الرمي النظري: 600-900 طلقة/ دقيقة
- الرمي العملي: 150-200 طلقة / دقيقة (آلي), 45-65 طلقة / دقيقة (فردي)
- التغذية: مخزن سعة 20/30 طلقة
- المدى الفعال: 520-950 متر
- المدى الأقصى: 3,600 متر